# توني ريفيرو
توني ريفيرو هي لاعبة تايكوندو فلبينية، ولدت في 26 فبراير 1988 في ماكاتي في الفلبين.

## وصلات خارجية
- توني ريفيرو على موقع TaekwondoData.com (الإنجليزية)
- توني ريفيرو على موقع أوليمبيديا (الإنجليزية)